# Хеларі Магісалу
Хеларі Магісалу (ест. Helary Mägisalu; нар. 19 липня 1997) — естонський борець греко-римського стилю, срібний призер чемпіонату Європи.

## Життєпис
У 2017 році став бронзовим призером чемпіонату Європи серед юніорів. 

## Спортивні результати на міжнародних змаганнях

### Виступи на Чемпіонатах світу
| Змагання                        | Збірна  | Вагова категорія                 | Місце |
| ------------------------------- | ------- | -------------------------------- | ----- |
| Чемпіонат світу з боротьби 2019 | Естонія | греко-римська боротьба, до 60 кг | 29    |

### Виступи на Чемпіонатах Європи
| Змагання                         | Збірна  | Вагова категорія                 | Місце  |
| -------------------------------- | ------- | -------------------------------- | ------ |
| Чемпіонат Європи з боротьби 2018 | Естонія | греко-римська боротьба, до 55 кг | Срібло |
| Чемпіонат Європи з боротьби 2019 | Естонія | греко-римська боротьба, до 60 кг | 10     |
| Чемпіонат Європи з боротьби 2020 | Естонія | греко-римська боротьба, до 60 кг | 5      |

### Виступи на Європейських іграх
| Змагання              | Збірна  | Вагова категорія                 | Місце |
| --------------------- | ------- | -------------------------------- | ----- |
| Європейські ігри 2019 | Естонія | греко-римська боротьба, до 60 кг | 13    |

### Виступи на інших змаганнях
| Змагання                                | Збірна  | Вагова категорія                 | Місце  |
| --------------------------------------- | ------- | -------------------------------- | ------ |
| Північний чемпіонат з боротьби 2015     | Естонія | греко-римська боротьба, до 59 кг | 5      |
| Меморіал Кристьяна Палусалу 2015        | Естонія | греко-римська боротьба, до 59 кг | 5      |
| Кубок Вантаа з боротьби 2015            | Естонія | греко-римська боротьба, до 59 кг | 12     |
| Північний чемпіонат з боротьби 2016     | Естонія | греко-римська боротьба, до 59 кг | 4      |
| Меморіал Кристьяна Палусалу 2016        | Естонія | греко-римська боротьба, до 59 кг | 5      |
| Кубок Вантаа з боротьби 2016            | Естонія | греко-римська боротьба, до 59 кг | 8      |
| Кубок Арво Хаавісто 2016                | Естонія | греко-римська боротьба, до 59 кг | 4      |
| Меморіал Кристьяна Палусалу 2017        | Естонія | греко-римська боротьба, до 59 кг | Бронза |
| Меморіал Кристьяна Палусалу 2017        | Естонія | вільна боротьба, до 57 кг        | Бронза |
| Кубок Вантаа з боротьби 2017            | Естонія | греко-римська боротьба, до 59 кг | 4      |
| Тор Мастерс 2018                        | Естонія | греко-римська боротьба, до 55 кг | 5      |
| Меморіал Кристьяна Палусалу 2018        | Естонія | греко-римська боротьба, до 55 кг | Срібло |
| Кубок Арво Хаавісто 2018                | Естонія | греко-римська боротьба, до 60 кг | 9      |
| Турнір Германа Каре 2019                | Естонія | греко-римська боротьба, до 60 кг | Срібло |
| Гран-прі Угорщини з боротьби 2019       | Естонія | греко-римська боротьба, до 60 кг | 17     |
| Тор Мастерс 2019                        | Естонія | греко-римська боротьба, до 60 кг | 5      |
| Гран-прі Німеччини з боротьби 2019      | Естонія | греко-римська боротьба, до 60 кг | 9      |
| Всесвітні ігри військовослужбовців 2019 | Естонія | греко-римська боротьба, до 60 кг | 11     |
| Турнір Германа Каре 2020                | Естонія | греко-римська боротьба, до 60 кг | Бронза |
| Тор Мастерс 2020                        | Естонія | греко-римська боротьба, до 60 кг | 10     |

### Виступи на змаганнях молодших вікових груп
| Змагання                                          | Збірна  | Вагова категорія                 | Місце  |
| ------------------------------------------------- | ------- | -------------------------------- | ------ |
| Північний чемпіонат з боротьби серед кадетів 2013 | Естонія | греко-римська боротьба, до 46 кг | 5      |
| Північний чемпіонат з боротьби серед юніорів 2015 | Естонія | греко-римська боротьба, до 50 кг | Золото |
| Північний чемпіонат з боротьби серед юніорів 2016 | Естонія | греко-римська боротьба, до 55 кг | Золото |
| Чемпіонат Європи з боротьби серед юніорів 2016    | Естонія | греко-римська боротьба, до 55 кг | 11     |
| Чемпіонат світу з боротьби серед юніорів 2016     | Естонія | греко-римська боротьба, до 55 кг | 19     |
| Чемпіонат Європи з боротьби серед юніорів 2017    | Естонія | греко-римська боротьба, до 55 кг | Бронза |
| Чемпіонат світу з боротьби серед юніорів 2017     | Естонія | греко-римська боротьба, до 55 кг | 20     |
| Чемпіонат Європи з боротьби серед молоді 2018     | Естонія | греко-римська боротьба, до 60 кг | 12     |
| Чемпіонат світу з боротьби серед молоді 2018      | Естонія | греко-римська боротьба, до 60 кг | 23     |